# L'acchiappasogni
L'acchiappasogni (Dreamcatcher) è un romanzo horror scritto da Stephen King e pubblicato nel 2001. È stato adattato per il cinema nel 2003. Nel libro, Jonesy, un professore di storia, fu coinvolto in un incidente automobilistico simile a quello subito dallo stesso King nel 1999. Il manoscritto richiese sei mesi per il completamento.

## Trama
Ambientato nell'immaginaria città di Derry, il libro racconta la storia di quattro amici (Henry, Beav, Jonesy e Pete) le cui vite cambiano quando salvano Douglas "Duddits" Cavell, un ragazzo con la sindrome di Down, da un gruppo di bulli. "Duddits" in cambio regalerà loro dei poteri ESP, come la telepatia o trovare qualsiasi cosa che si vuole (in seguito chiameranno questo potere "vedere la riga"). I quattro amici, ora uomini con vite separate, si incontrano per l'annuale gita di caccia nella loro casa, chiamata da loro "Hole in the wall", e si trovano di fronte ad un'invasione aliena e ad un colonnello ossessivo e psicopatico, in altre parole pazzo. Finché Jonesy viene intrappolato dentro il suo stesso corpo, ormai comandato da Mr. Gray, uno degli invasori alieni, viene spesso ipotizzato che esso sia Bob Gray/Pennywise la figura del male vista in It arrivata sulla terra con un'astronave/arca dell'alleanza del male.
La storia inizia subito con due vicende separate: Jonesy e Beav che si trovano nell'Hole in the Wall, e quella di Henry e Pete che ritornano dal mercato.
Jonesy trova un tizio nel bosco, Mc Carthy, che chiede disperatamente aiuto, e lo ospita in casa. Quando quest'ultimo muore, dal suo intestino fuoriesce violentemente una strana creatura somigliante a una donnola, che ammazza Mc Carthy e, dopo, Beav. A questo punto Jonesy incontra Mr. Gray.
Henry e Pete, tornando all'Hole in the wall in auto, fanno un incidente per scansare una donna che si trova stranamente immobile e inginocchiata in mezzo alla strada. Anch'essa tiene nel suo intestino la creatura chiamata "byrum", ma i due amici non lo sanno. Pete riesce ad ucciderla, ma viene infettato da un microorganismo alieno – i cui portatori sono gli invasori alieni – chiamato "byrus" o "fungo di Ripley".
La cosa che ha infettato questo individuo, gli animali, ed una donna che incontreranno più tardi, è un macro-virus. Gli scienziati dell'esercito lo hanno soprannominato "Ripley", nome preso dalla protagonista del film Alien del 1979. Gli amici scoprono che l'infezione del parassita è legata alla presenza nello stomaco di un alieno simile ad un verme, soprannominato dai quattro amici "donnola di merda", che passa il periodo di incubazione nel corpo umano per poi uscire attraverso il retto. Le donnole sono inviate come emissari di una specie aliena che, pur in via di estinzione, ha deciso di riprodursi tramite esse, cercando un umano come ospite ideale per perpetuarsi.
Durante la storia due degli amici vengono uccisi, e Jonesy soffre di allucinazioni create da un alieno che Jonesy chiama "Mr. Gray". L'intero gruppo di protagonisti inizia una lotta per impedire a Mr. Gray di portare a termine il suo piano di infezione su larga scala. Oltre a questo problema devono vedersela anche con il colonnello Kurtz, deciso a sedare l'infezione nel modo più sicuro possibile, ossia sterminando le persone che "potrebbero" essere venute a contatto col virus. Per vincere la battaglia hanno bisogno di Duddits, ora cresciuto anche se rimasto un eterno bambino, che sta morendo per colpa di una leucemia.

## Similitudini con altre opere
La città Derry è la stessa dove King ha ambientato il romanzo It. Sempre nel libro il protagonista, passando a Derry, nota un monumento alla memoria dei bambini uccisi, firmato con affetto dai "Perdenti" ma imbrattato da una scritta di vernice rossa che dice: "PENNYWISE VIVE!", autocitazione del romanzo dello stesso It. Inoltre, nel libro viene menzionata la notizia che, anni prima, uno psicopatico travestito da clown aveva fatto una strage di bambini.
Viene spesso ipotizzato Mr. Gray sia Bob Gray/Pennywise la figura del male vista in It arrivata sulla terra con un'astronave/arca dell'alleanza del male. Ciò potrebbe essere possibile secondo alcuni appassionati.
Nel romanzo, durante una sorta di flashback riguardo all'incidente di uno dei protagonisti, viene fatta, da parte dell'autore, una menzione riguardo al fatto che non sia possibile, in alcun modo, tornare indietro nel tempo per cambiare le cose, come ad esempio, impedire l'assassinio di JFK uccidendo Lee Harvey Oswald. Tale argomento sarà poi il tema del romanzo 22/11/'63, scritto dallo stesso King dieci anni dopo.

## Numeri ISBN
- ISBN 0743211383 (hardcover, 2001)
- ISBN 0743436288 (mass market paperback, 2001)
- ISBN 074343627X (mass market paperback, 2001)
- ISBN 0743221885 (e-book, 2001)
- ISBN 0741003694 (e-book, 2001)
- ISBN 1589456211 (e-book, 2001)
- ISBN 0743467523 (mass market paperback, 2003)

## Edizioni
- Stephen King, L'acchiappasogni, traduzione di Maria Teresa Marenco, collana Narrativa, Sperling & Kupfer, 2001,  p. 679, ISBN 88-200-3191-4.